# Erich Schmied
Erich Schmied (* 19. Dezember 1907 in Karolinthal, Bezirk Reichenberg, Österreich-Ungarn; † 26. Dezember 1987 in Gernlinden, Landkreis Fürstenfeldbruck) war ein deutscher Verwaltungsjurist und Senatspräsident.

## Leben und Wirken
Er war der Sohn von Josef Schmied und dessen Ehefrau Maria geb. Hartig. Sein Vater war später in Leitmeritz in der Tschechoslowakei als Professor an der Lehrerbildungsanstalt tätig. Nach dem Besuch der Volksschule in Leitmeritz wechselte Erich Schmied 1919 auf das Deutsche Staatsgymnasium in Leitmeritz, wo er 1927 die Reifeprüfung ablegte. Ab dem Wintersemester 1927 studierte er an der Rechts- und Staatswissenschaftlichen Fakultät der Deutschen Universität Prag, wo er zwischen 1929 und 1932 drei Staatsprüfungen ablegte und im November 1932 promovierte. Mit Jahresbeginn 1933 wurde er Assistent am Kriminologischen Institut der Deutschen Universität Prag. Im Juli 1938 habilitierte er sich und wurde Privatdozent für Strafrecht und Strafverfahrensrecht. Ab dem Wintersemester 1938 war er an der strafrechtlichen Lehrkanzlei der Deutschen Universität Prag tätig und trat im März 1939 in Prag der NSDAP und SS bei. 1940 wurde er zum Wehrdienst einberufen und geriet gegen Kriegsende in Kriegsgefangenschaft.
Nach seiner Entlassung und der Vertreibung aus der Tschechoslowakei ließ er sich in Württemberg nieder und war zunächst am Landratsamt Göppingen, später im Verwaltungsgericht in Stuttgart und in Mannheim tätig. Ende 1972 ging er als Präsident des Verwaltungsgerichts Stuttgart in den Ruhestand. Er starb nur wenige Tage nach seinem 80. Geburtstag in Bayern als der letzte an der Prager Deutschen Universität habilitierte Jurist.

## Schriften (Auswahl)
- Die persönlichen Straflosigkeitsgründe in dem in der Tschechoslowakischen Republik geltenden Strafrecht. Ein Beitrag zur Lehre von der Mitschuld und Teilnahme. 1938.
- Das öffentliche Wohnungsrecht. Stuttgart, Köln 1949.
- Das Staatsangehörigkeitsrecht der Tschechoslowakei. 1956.

## Ehrungen
- 1973: Bundesverdienstkreuz I. Klasse